# Günter Lubasch
Günter Lubasch (* 28. September 1944 in Dortmund) ist ein ehemaliger deutscher Fußballspieler.

## Werdegang
Der rechte Außenstürmer Günter Lubasch stammt aus Dortmund und begann seine Karriere bei Westfalia Lütgendortmund. Ab 1964 spielte er für den Regionalligisten ASV Bergedorf 85 aus Hamburg. Er spielte drei Jahre lang für die Bergedorfer und erzielte in 56 Regionalligaspielen acht Tore. Im Sommer 1967 wechselte er zu Arminia Bielefeld, wo er nicht über die Rolle eines Ersatzmannes hinauskam und nur sieben Mal zum Einsatz kam. Lubasch wechselte daraufhin zum Verbandsligisten VfB 03 Bielefeld, bevor er sich zwei Jahre später dem Ligarivalen SVA Gütersloh anschloss. Mit den Güterslohern stieg er ein Jahr später in die Regionalliga auf und verpasste 1974 die Qualifikation für die neu geschaffene 2. Bundesliga Nord. Für Gütersloh absolvierte er 70 Regionalligaspiele und erzielte dabei zehn Tore. Nach seiner Karriere arbeitete er in der Textilindustrie.